# 赖利·菲茨西蒙斯
赖利·菲茨西蒙斯（英語：Riley Fitzsimmons，1996年7月27日—），澳大利亚男子皮划艇运动员，2017年世界皮划艇竞速锦标赛男子四人皮艇1000米金牌得主、2024年夏季奥林匹克运动会男子四人皮艇500米银牌得主。